# Фотон (космический аппарат)

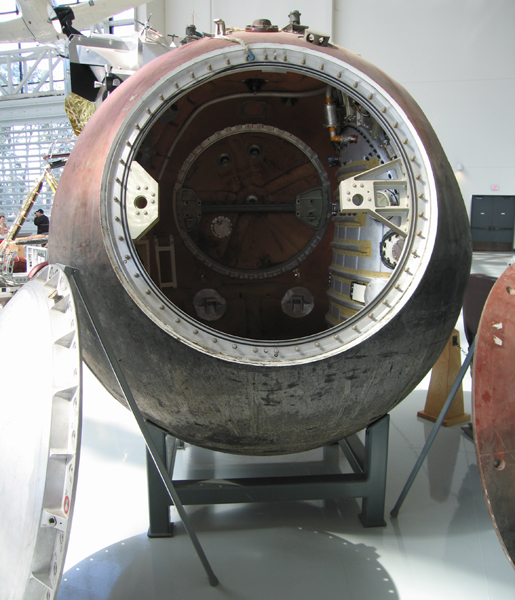
Фотон-6. Спускаемый модуль

Фото́н — серия специализированных космических аппаратов (спутников), разработанных ЦСКБ-Прогресс и применяющихся для технологических и научных исследований.

## История создания
Работы по созданию спутника начались в 1983 году. Первый пуск космического аппарата был произведён 16 апреля 1985 года с космодрома Плесецк. В общей сложности было произведено 16 пусков, 15 из которых были удачными и один завершился взрывом ракеты-носителя на 29 секунде полёта.
Первая серия спутников включала в себя 12 аппаратов, после чего к названию серии добавилась буква М (Фотон-М) и нумерация началась опять с единицы. Фотон-М отличается от предшествующей модели увеличенным вдвое среднесуточным энергопотреблением научной аппаратуры, расширенными сервисными возможностями, связанными с контролем бортовой и научной аппаратуры, доработанной системой терморегулирования.

## Основные направления исследований
- Исследование физико-технических основ космической технологии и космического производства;
- Отработка технологических процессов и установок;
- Экспериментальное получение материалов и веществ в условиях космического полета;
- Проведение биотехнологических экспериментов.

В частности, проводятся эксперименты в области получения полупроводниковых и оптических материалов, молекулярных структур, выращивания кристаллов, определения уровня микроускорений, клеточной биологии, воздействия факторов околоземного космического пространства (вакуум, радиация и др.) на объекты, возвращаемые на Землю и пр.
В проведении экспериментов на космических аппаратах серии «Фотон» принимают участие российские организации, организации Европейского космического агентства, Национального центра космических исследований (Франция), Германского центра авиации и космонавтики, организации Швеции, Канады, Италии, Нидерландов и др.
- Фотон 9 BioPan[англ.]-0
- Фотон 9 артемии. BioPan-1
- Фотон 10 дрозофилы, жуки
- Фотон 11 дрозофилы, артемии, жуки. BioPan-2
- Фотон 12 бактерии, дрожжи. BioPan-3
- Фотон М1 гекконы, тритоны, раки; BioPan-4
- Фотон М2 скорпион (2 вида)[1], виноградные улитки, гекконы, 20 иглистых испанских тритонов; аппаратура БИОКОН, BioPan-5
- Фотон М3 таракан Надежда, тихоходки. бабочки тутового шелкопряда, 12 мышей-песчанок, 54 таракана, 20 тритонов, 5 ящериц, 20 улиток,  семена арахиса; BioPan-6

## Работа спутника
После вывода на рабочую орбиту «Фотон» ориентируется в орбитальной системе координат, затем происходит отключение системы управления и космический аппарат осуществляет неориентированный полёт, за счёт чего обеспечивается благоприятная гравитационная обстановка на борту. После выполнения научной программы производится ориентация аппарата и спуск спускаемого модуля на Землю.
«Фотон-М4»
ЦУП частично потерял связь с биоспутником «Фотон-М4», выведенным на земную орбиту с Байконура 19 июля 2014 года, через несколько витков после выведения биоспутника на орбиту. Имевшаяся односторонняя связь показывала, что все служебные системы космического аппарата функционируют в соответствии с логикой работы бортового комплекса управления КА, но не позволяла выполнить довыведение аппарата на расчетную орбиту и контролировать состояние биообъектов на борту (на его борту находились гекконы и др. животные и растения). Связь удалось восстановить 26 июля 2014 года, было принято решение не поднимать КА на более высокую орбиту, а оставить его на опорной орбите на всё время выполнения экспериментов. 1 сентября 2014 года спускаемый аппарат биоспутника "Фотон-М4" совершил посадку в запланированном районе Оренбургской области.

## Таблица пусков
| Название | NSSDC ID  | Дата начала работы | Время работы (сут.) | Космодром | Результат | Комментарий                                                                          |
| -------- | --------- | ------------------ | ------------------- | --------- | --------- | ------------------------------------------------------------------------------------ |
| Фотон-1  | 1985-029A | 16 апреля 1985     | 13                  | Плесецк   | Выполнено | Выводился как Космос 1645. Спускаемый модуль выставляется в Немецком музее, Германия |
| Фотон-2  | 1986-036A | 21 мая 1986        | 14                  | Плесецк   | Выполнено | Выводился как Космос 1744                                                            |
| Фотон-3  | 1987-037A | 24 апреля 1987     | 14                  | Плесецк   | Выполнено | Выводился как Космос 1841                                                            |
| Фотон-4  | 1988-031A | 14 апреля 1988     | 14                  | Плесецк   | Выполнено |                                                                                      |
| Фотон-5  | 1989-032A | 26 апреля 1989     | 15                  | Плесецк   | Выполнено |                                                                                      |
| Фотон-6  | 1990-032A | 11 апреля 1990     | 16                  | Плесецк   | Выполнено | Спускаемый модуль выставляется в музее Evergreen, США                                |
| Фотон-7  | 1991-070A | 4 октября 1991     | 16                  | Плесецк   | Выполнено |                                                                                      |
| Фотон-8  | 1992-065A | 8 октября 1992     | 16                  | Плесецк   | Выполнено |                                                                                      |
| Фотон-9  | 1994-033A | 14 июня 1994       | 18                  | Плесецк   | Выполнено | Спускаемый модуль выставляется в музее ДОСААФ, Москва                                |
| Фотон-10 | 1995-006A | 16 февраля 1995    | 15                  | Плесецк   | Выполнено |                                                                                      |
| Фотон-11 | 1997-060A | 16 октября 1997    | 14                  | Плесецк   | Выполнено |                                                                                      |
| Фотон-12 | 1999-048A | 9 сентября 1999    | 15                  | Плесецк   | Выполнено | Спускаемый модуль выставляется в ESTEC, Нидерланды                                   |
| Фотон-М1 | —         | 15 октября 2002    | —                   | Плесецк   | Авария РН |                                                                                      |
| Фотон-М2 | 2005-020A | 31 мая 2005        | 16                  | Байконур  | Выполнено |                                                                                      |
| Фотон-М3 | 2007-040A | 14 сентября 2007   | 12                  | Байконур  | Выполнено |                                                                                      |
| Фотон-М4 | 2014-041A | 19 июля 2014       | 45                  | Байконур  | Выполнено |                                                                                      |

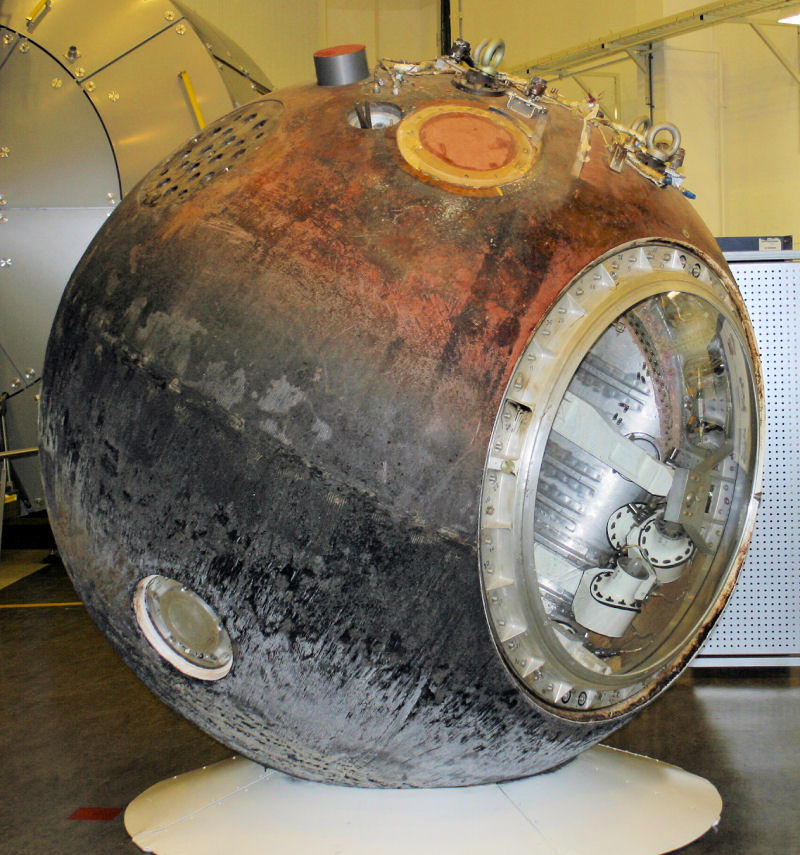
Фотон-12. Спускаемый модуль
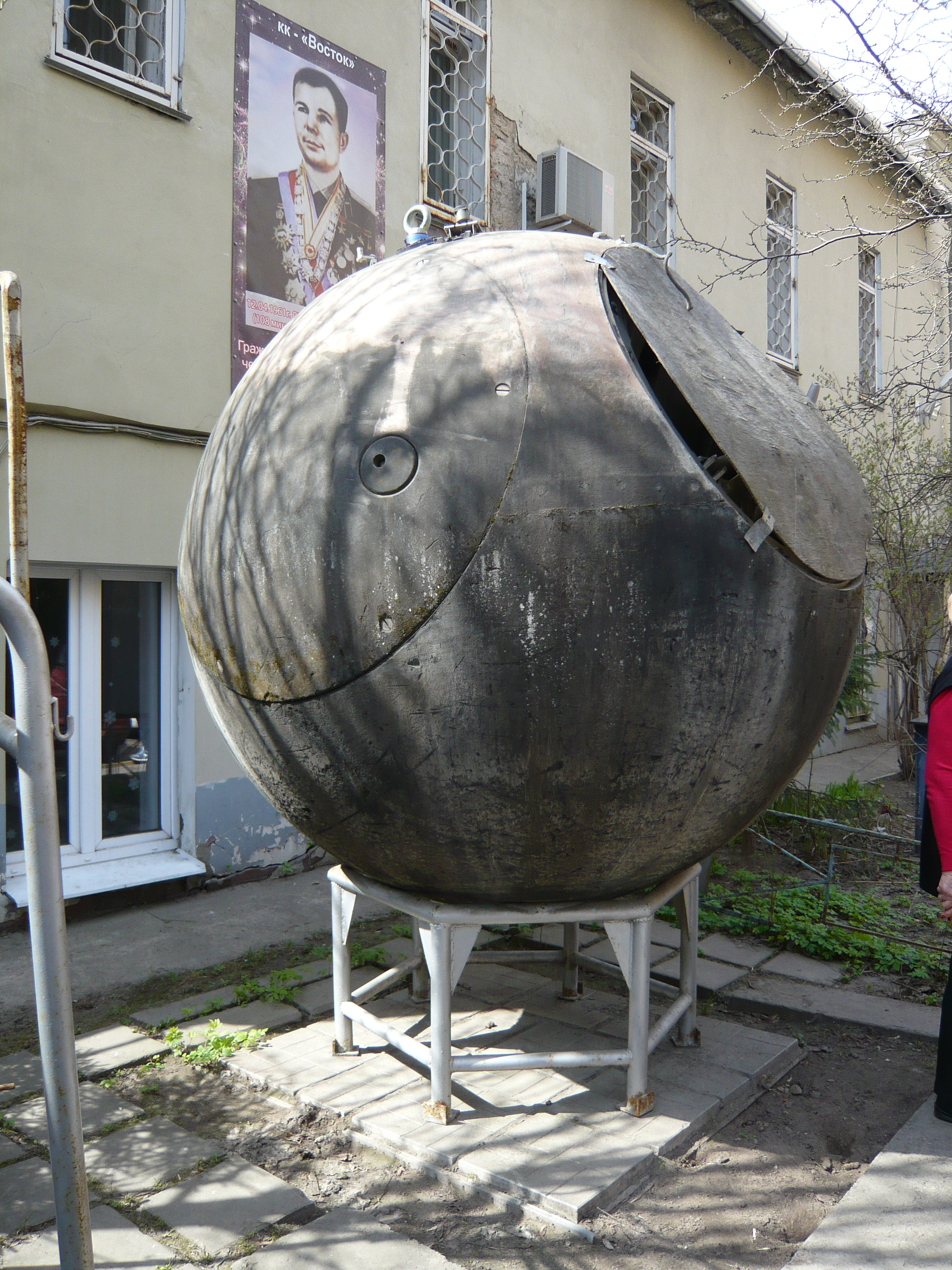
Фотон 9
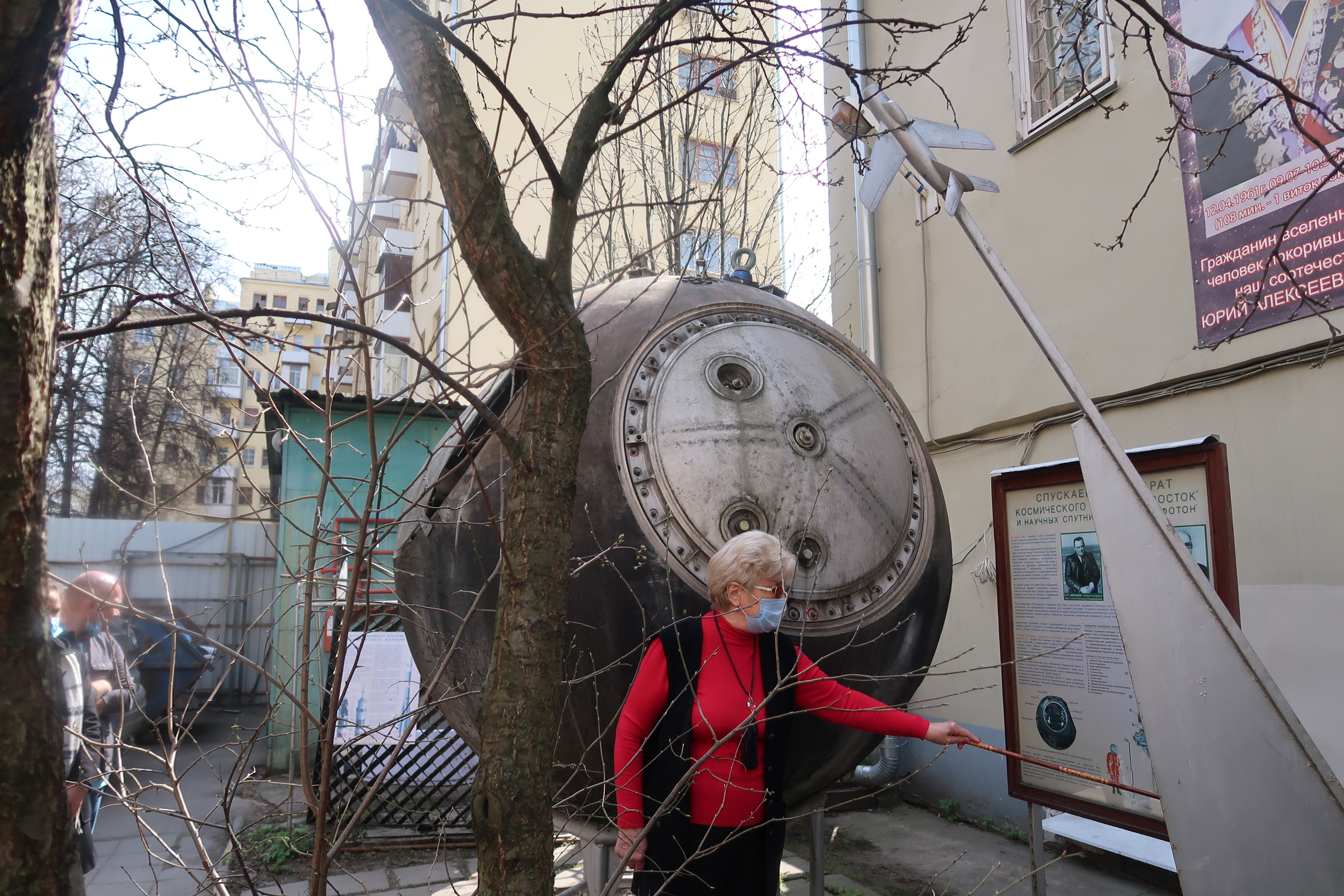
Фотон 9